# Fatma Rashed
Fatma Muhammad Ahmad Rashed, née le 19 juillet 1984 à Moscou, est une rameuse égyptienne. 

## Carrière
Fatma Rashed est médaillée d'argent en skiff poids légers ainsi qu'en deux de couple poids légers et médaillée de bronze en deux de couple aux Championnats d'Afrique d'aviron 2012 à Alexandrie ainsi qu'aux Championnats d'Afrique d'aviron 2013 à Tunis.
Elle obtient aux Championnats d'Afrique d'aviron 2014 la médaille d'argent en skiff poids légers et en deux de couple poids légers, ainsi que la médaille de bronze en deux de couple.
Elle remporte aux Championnats d'Afrique d'aviron 2015 la médaille d'argent en skiff poids légers et en deux de couple poids légers.